# If There Be Thorns (film)
If There Be Thorns è un film televisivo del 2015, diretto da Nancy Savoca e basato sull'omonimo romanzo del 1981 di V. C. Andrews. È stato trasmetto il 5 aprile 2015 e prodotto da Lifetime.

## Trama
Sei anni dopo Petals on the Wind, Cathy e Chris sono felicemente sposati e vivono in California con i figli di Cathy, Jory e Bart. Bart si sente solo e offuscato dal fratello maggiore che i suoi genitori sembrano preferire. Un giorno, una donna vestita interamente di nero si trasferisce nella villa accanto alla loro ed invita Bart e Jory a prendere un tè e dei biscotti. Durante questo incontro, la donna dice loro che è ricca ma non ha una famiglia tranne il suo maggiordomo, John Amos. La donna scatto loro una foto per ricordo e poi chiede loro di farle spesso visita. Jory si rifiuta di tornare a trovare la donna mentre Bart, dopo che lei gli ha promesso di dargli tutto ciò che desidera, accetta di farlo. Nel frattempo Bart è curioso di sapere perché non ha altri parenti e sia lui che Jory sono consapevoli che Chris è semplicemente il loro patrigno. Jory gli dice che la loro nonna materna è rinchiusa in un ospedale psichiatrico mentre tutti i parenti di Chris sono deceduti. La vicina fa dono a Bart di dolcetti e regali, incluso un pitone domestico, e alla fine gli rivela di essere in realtà sua nonna Corrine. John Amos dà poi a Bart un diario che apparteneva al suo bisnonno, Malcolm, e gli fa promettere di non rivelarlo mai alla sua famiglia. Bart legge gli scritti fanatici di Malcolm, nei quali si riferisce alle belle donne come peccaminose e degradanti.
Una notte, Cathy mette tre letti nella soffitta della casa, il che preoccupa Chris perché si sta comportando in modo simile alla madre. Tuttavia, Cathy insiste sul fatto che sta solo creando un piano di riserva nel caso in cui il segreto incestuoso di lei e Chris venga svelato con come conseguenza la possibilità di perdere i bambini. In seguito Cathy supplica Chris di adottare Cindy, una delle sue studentesse di danza classica, la cui madre è morta di cancro, e lui accetta per consolarla per aver perso la madre. Un giorno Bart scompare e la sua famiglia lo ritrova nel bosco privo di sensi a causa di un taglio al braccio che si è infettato. Bart viene ricoverato in ospedale. Il ragazzino inizia a sospettare che i suoi genitori gli stiano nascondendo dei segreti e interroga Corrine circa un dipinto di un ragazzo che assomiglia a Chris. La donna gli confessa che Cathy e Chris sono in realtà entrambi suoi figli lasciando Bart inorridito della relazione incestuosa dei suoi genitori.
Bart inizia a rinchiudersi in se stesso e ad attaccare la sua famiglia facendoli molto preoccupare. Bart inizia a fare pressione su Corrine perché gli parli del suo padre biologico, di cui non sa nulla. Intanto John Amos continua ad influenzare Bart per quanto riguarda i peccati e l'ipocrisia della famiglia, mettendo ulteriormente a dura prova il suo rapporto con i suoi genitori ed il fratello. Jory trova il cane di famiglia ucciso ed inizia a credere che Corrine sia la responsabile del cambiamento del fratello. Il ragazzo cerca di convincere Bart a stare lontano da lei, ma Bart lo ricatta costringendolo a non dire nulla ai genitori. Sentendosi sotto pressione da Bart, Corrine ammette che il suo padre biologico è il suo defunto secondo marito, che Cathy ha sedotto per vendicarsi di lei. Corrine poi rivela come vuole che Bart diventi il bambino che non ha mai avuto con suo padre, desiderando di portarlo via da sua figlia per potersi così vendicare di lei.
Essendo diventato risentito verso Cindy sin dalla sua adozione in famiglia, quando la sente chiamare Cathy "mamma" Bart cerca di annegarla nella piscina per bambini. Cindy viene salvata appena in tempo da Jory e Bart, per punizione, viene chiuso da Chris in soffitta. Bart poi inizia a gridare che sono "la progenie del diavolo" e che Chris "fornica con sua sorella". Rendendosi conto che conosce il loro segreto, Cathy e Chris si chiedono disperatamente come egli avrebbe potuto scoprirlo. Bart viene ricoverato in un ospedale psichiatrico ed afferma che è stato Malcolm a tentare di annegare Cindy, portando i medici a sospettare che soffra di un lieve caso di schizofrenia. Jory va ad affrontare Corrine, la quale gli dice che Cathy e Chris sono fratelli, facendolo inorridire. Jory poi dice a Chris che Corrine vive nella porta accanto e Chris va ad affrontarla. Corrine implora il figlio di perdonarla e di lasciarle essere parte della vita dei suoi nipoti, ma quello che vuole più di tutto è crescere Bart come suo figlio. Chris la respinge e le chiede di stare lontana dalla sua famiglia e dai suoi figli.
Al recital di danza di Cindy, Cathy vede Corrine tra il pubblico e scioccata cade dal palco ferendosi gravemente alla gamba e dovendo per sempre dire addio al ballo. Dopo aver saputo dell'incidente di Cathy, la nonna paterna di Jory, Marisha, giunge a fare loro visita. Appreso della relazione incestuosa tra Chris e Cathy e desiderosa di prendere Jory sotto la sua custodia, la donna minaccia di denunciare entrambi alla polizia. Cathy è nervosa e discute con lei, ma Marisha insiste sul fatto che l'attuale situazione di vita di Jory è malsana per lui e sottolinea quanto sia "pazzo" Bart. Bart, sentendo questo, si precipita fuori di casa inseguito da Cathy. Bart corre da John Amos, che gli dice che se non può affrontare i peccati e l'ipocrisia della sua famiglia, allora non dovrebbe nemmeno stare con Corrine. L'uomo gli dice che anche lei è una peccatrice proprio come i suoi genitori, a causa del suo incesto commesso con il suo ziastro, che era il padre di Cathy e Chris. Cathy va alla villa di Corrine per riportare a casa Bart e trova un ritratto dei suoi fratelli e di se stessa. Affronta Corrine sul coinvolgimento nella vita dei suoi figli e le ordina di lasciare in pace la sua famiglia. Corrine le chiede perdono, ma Cathy si rifiuta di perdonarla e la incolpa per aver rovinato la vita che lei e Chris hanno lavorato così duramente per costruire e mantenere. Corrine chiede alla figlia se ama davvero Chris, cosa che Cathy conferma e che ritiene anch'essa colpa della madre.
Mentre le due donne discutono, John Amos entra nella stanza, le mette fuori combattimento e costringe Bart a chiuderle nella stalla. Corrine si sveglia nel momento in cui John Amos rivela il suo disgusto per la famiglia a causa della loro linea di sangue incestuosa e il suo piano per bruciarli vivi e porre così fine al "ciclo dell'abominio della famiglia". Bart, tuttavia, interviene per salvare la sua famiglia e scappa per chiedere aiuto a Chris. John Amos dà fuoco alla stalla proprio mentre Chris e Bart arrivano per salvare Cathy e Corrine. Credendo che stiano per morire, Corrine professa il suo amore per i suoi figli e Cathy la abbraccia, perdonandola per tutto quello che ha commesso in passato. Chris salva Cathy mentre Bart cerca di salvare Corrine, ma John Amos tenta di attaccarlo. Corrine pugnala l'uomo con una freccia dando così a Bart il tempo per scappare, ma per lei ormai è troppo tardi e muore nell'incendio insieme ad Amos. Rendendosi conto di quanto ama i suoi genitori nonostante la loro storia, Jory decide di rimanere con loro e minaccia sua nonna Marisha che non la perdonerà mai se oserà denunciare Cathy e Chris.
Successivamente, Bart si calma e stringe un buon rapporto con la sorella adottiva Cindy. Jory e Melodie risolvono la loro relazione tesa e tutto sembra tornare di nuovo alla normalità.

## Distribuzione

### Audience
Il film è stato visto da 1,83 milioni di telespettatori nella sua prima trasmissione televisiva negli Stati Uniti.

### Home media
Il 23 giugno 2015 è stato rilasciato come DVD a disco singolo. Successivamente, il 10 novembre 2015 è stato incluso in una "4-Film Collection" con Flowers in the Attic, Petals on the Wind e Seeds of Yesterday.

## Sequel
Come il libro, anche il film è seguito da Seeds of Yesterday.

## Riconoscimenti
- 2016 - Leo Awards[5]
  - Nomination Best Supporting Performance by a Male in a Television Movie a Mackenzie Gray
- 2016 - Young Entertainer Awards[5]
  - Nomination Best Supporting Young Actress - Television Movie, Mini Series or Special a Bailey Skodje